# Demență
Demența este o categorie largă de boli cerebrale care cauzează o scădere pe termen lung și adesea graduală a memoriei și a capacității de a gândi, afectând modul de desfășurare a activităților uzuale de zi cu zi. Problemele emoționale, dificultățile de comunicare și scăderea voinței sunt alte simptome comune ale bolii. Nivelul de luciditate al unei persoane nu este, de obicei, afectat. Diagnosticarea demenței impune schimbarea obiceiurilor mentale ale unei persoane și o reducere mai mare a acestora decât în cazul îmbătrânirii. Aceste boli au, de asemenea, un efect semnificativ asupra persoanelor care îi îngrijesc pe bolnavi.
Forma cea mai comună a demenței este boala Alzheimer, care reprezintă între 50% și 70% din cazuri. Alte forme comune includ demența vasculară (25%), demența cu corpi Lewy (15%) și demență fronto-temporală. Printre cauzele mai puțin obișnuite ale demenței sunt hidrocefalia cu presiune normală, boala Parkinson, sifilisul și boala Creutzfeldt-Jakob. O persoană poate suferi de mai multe forme de demență. Un procent mic de cazuri au loc în cadrul aceleiași familii. Demența a fost clasificată în manualul DSM-5 ca o tulburare neurocognitivă, cu diferite grade de severitate. Diagnosticarea ține cont de istoricul bolii și se bazează de obicei pe testarea cognitivă cu imagistică medicală și pe analizele de sânge efectuate pentru a exclude alte cauze posibile. Examinarea statusului minimental este unul din cele mai folosite teste cognitive. Eforturile de a preveni demența urmăresc reducerea factorilor de risc, cum ar fi hipertensiunea arterială, fumatul, diabetul zaharat și obezitatea. Nu se recomandă efectuarea unui screening pentru depistarea existenței acestei boli.
Nu există niciun remediu cunoscut pentru demență. Inhibitorii de colinesterază precum donepezilul sunt folosiți deseori și pot avea rezultate benefice în cazurile formelor ușoare și moderate ale bolii. Beneficiul global, cu toate acestea, poate fi minor. Pot fi luate mai multe măsuri pentru îmbunătățirea calității vieții persoanelor ce suferă de demență și a îngrijitorilor acestora. Intervențiile cognitive și comportamentale pot fi adecvate. Educarea și oferirea unui sprijin emoțional pentru însoțitori sunt, de asemenea, importante. Programele de exerciții fizice pot fi benefice în ceea ce privește activitățile de zi cu zi și ar putea îmbunătăți rezultatele. Tratamentul problemelor comportamentale cu antipsihotice este obișnuit, dar el nu este de obicei recomandat din cauza beneficiilor minore și a efectelor secundare, inclusiv a riscului crescut de deces.
La nivel global, demența a afectat aproximativ 46 de milioane de persoane în 2015. Aproximativ 10% din oameni dezvoltă această boală la un moment dat în viața lor. Ea devine mai frecvent odată cu înaintarea în vârstă. Aproximativ 3% dintre persoanele cu vârsta cuprinsă între 65 și 74 de ani suferă de demență, 19% dintre persoanele cu vârsta cuprinsă între 75 și 84 de ani și aproape jumătate dintre cei cu vârsta mai mare de 85 de ani. În 2013 demența a cauzat aproximativ 1,7 milioane de decese, în creștere față de 0,8 milioane de decese în 1990. Pe măsură ce oamenii ating vârste din ce în ce mai înaintate, demența devine tot mai frecventă în rândul populației. Pentru persoanele de o anumită vârstă, cu toate acestea, ea poate deveni din ce în ce mai puțin frecventă, cel puțin în țările dezvoltate, din cauza reducerii factorilor de risc. Ea este una dintre cele mai comune cauze de invaliditate în rândul persoanelor vârstnice. Se consideră că determină costuri economice de 604 miliarde de dolari pe an. Mișcarea persoanelor ce suferă de demență este restricționată adesea prin folosirea medicamentației într-un grad mai mare decât este necesar, determinând încălcarea drepturilor omului. Marginalizarea socială a persoanelor afectate este un lucru obișnuit.

## Legături externe
Materiale media legate de Demență senilă la Wikimedia Commons
- Demență pe Curlie